# 5639 (année hébraïque)
5639 (hébreu : ה'תרל"ט , abbr. : תרל"ט) est une année hébraïque qui a commencé à la veille au soir du 28 septembre 1878 et s'est finie le 17 septembre 1879. Cette année a compté 355 jours. Ce fut une année simple dans le cycle métonique, avec un seul mois de Adar. Ce fut la quatrième année depuis la dernière année de chemitta.

## Calendrier
Ce calendrier hébraïque de l'année 5639 donne les correspondances avec les dates du calendrier grégorien.
Le premier nombre dans chaque case correspond au jour du mois hébraïque. Les jours en couleurs sont des jours remarquables juifs .
| ◄◄ | 5639 | ►► |

## Événements
- Guerre anglo-zouloue

## Naissances
- Avrohom Yeshaya Karelitz
- Grace Coolidge

## Décès
- Yehouda Hay Alkalay
- Moshe Schick

5634 - 5635 - 5636 - 5637 - 5638 - 5639 - 5640 - 5641 - 5642 - 5643 - 5644